# Rostsparvduva
Rostsparvduva (Columbina talpacoti) är en mycket liten amerikansk duva. Den har en vid utbredning från Mexiko söderut till Argentina. Arten är vanligt förekommande och ökar i antal.

## Utseende och läten
Rostsparvduvan är en mycket liten marklevande duva, med en kroppslängd på endast 15–18 cm. Den är mycket lik nordlig sparvduva med liten näbb, mörka fläckar på vingtäckarna, rostfärgade handpennor och en kort och mörk stjärt med vita stjärthörn. Rostsparvduvan har dock grå näbb (nordliga sparvduvan har röd näbb med svart spets), omönstrad rödare fjäderdräkt utan fjäll bröst bröst och hals samt något längre stjärt. Vidare syns fläckar även på skapularerna. Huvudet är ljust blågrått, tydligt kontrasterande mot den roströda kroppen. Sången består en jämn serie med mörka hoande ljud som upprepas med drygt en ton i sekunden, snabbare och mörkare än nordliga sparvduvans sång.

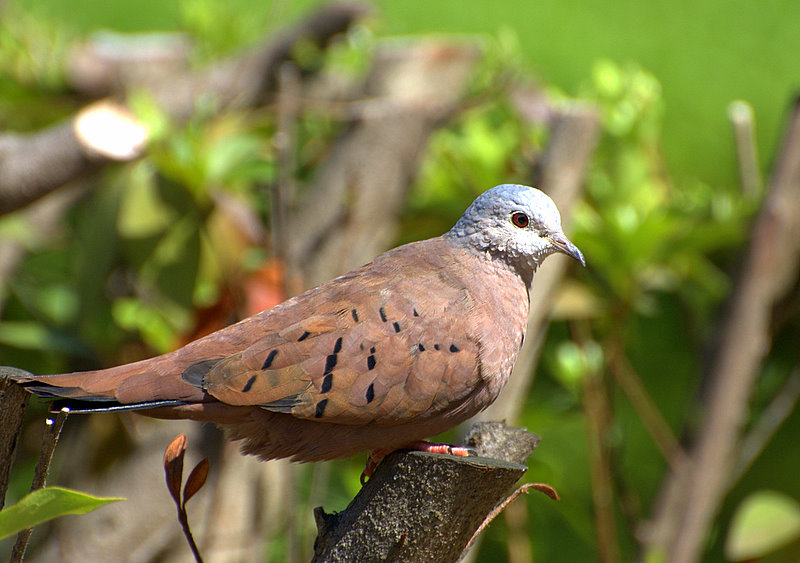

## Utbredning och systematik
Rostsparvduva delas in i fyra underarter med följande utbredning:
- Columbina talpacoti eluta – förekommer i kustnära delar av västra Mexiko (från norra Sinaloa till Chiapas i söder)
- Columbina talpacoti rufipennis – förekommer från sydöstra Mexiko till Colombia, norra Venezuela, Trinidad och Tobago
- Columbina talpacoti caucae – förekommer i västra Colombia (Caucadalen)
- Columbina talpacoti talpacoti – förekommer från Guyanaregionen och Brasilien till östra Bolivia, Paraguay och centrala Argentina

Arten påträffas även tillfälligt i södra Texas, då ofta tillsammans med mexikansk sparvduva.

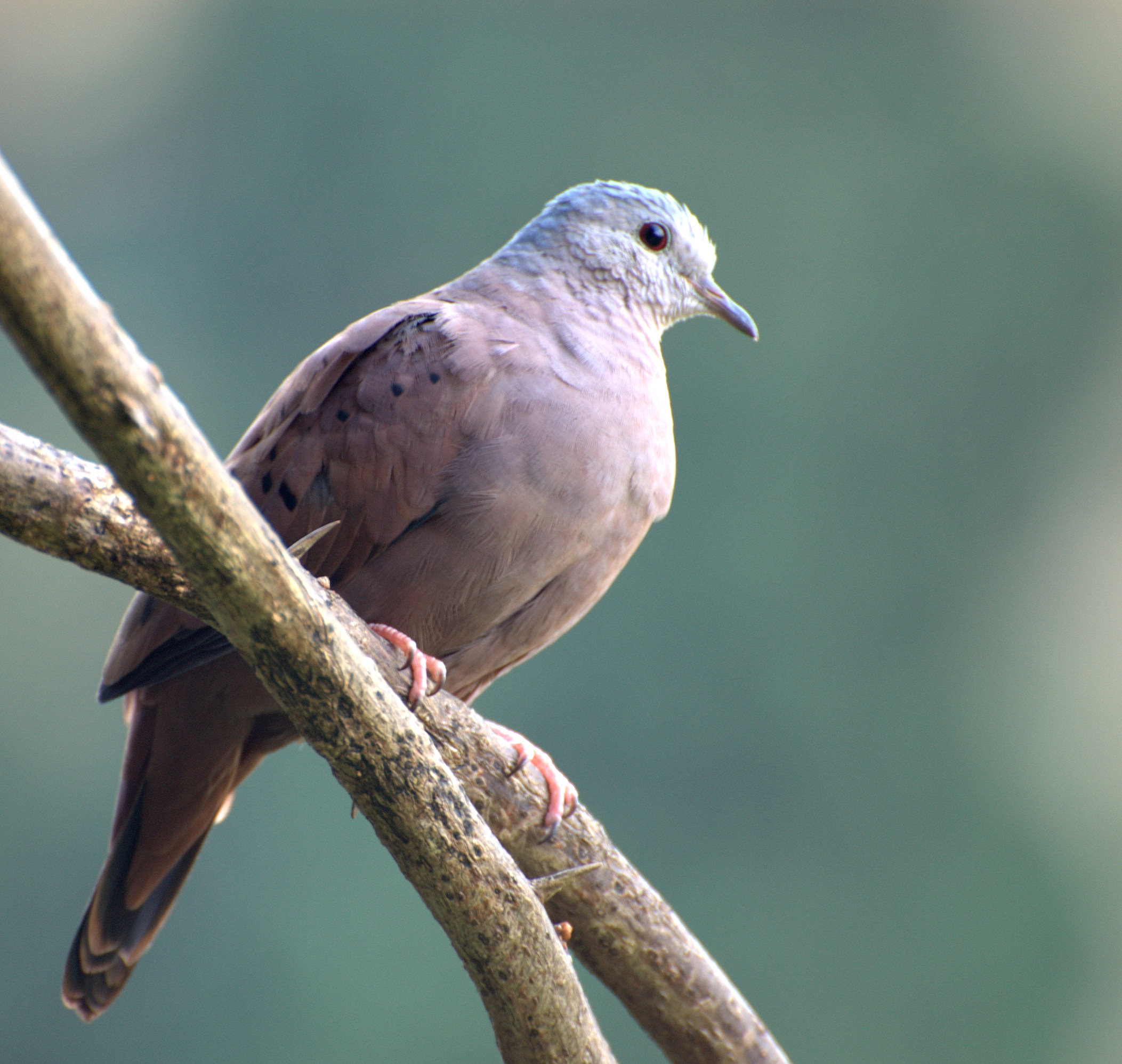

Rostsparvduvan tros vara närmast släkt med ecuadorsparvduva (C. buckleyi). Taxonet dorsti, behandlad som underart av den senare, är intermediär i utseende mellan de båda arterna.

## Levnadssätt
Rostsparvduvan hittas i fuktigt halvöppet landskap som flodnära buskmarker och våtmarker. Födan består av små frön. I Trinidad, El Salvador och Brasilien har den noterats häcka under årets alla månader, men januari–september i Costa Rica och april–november i Colombia.

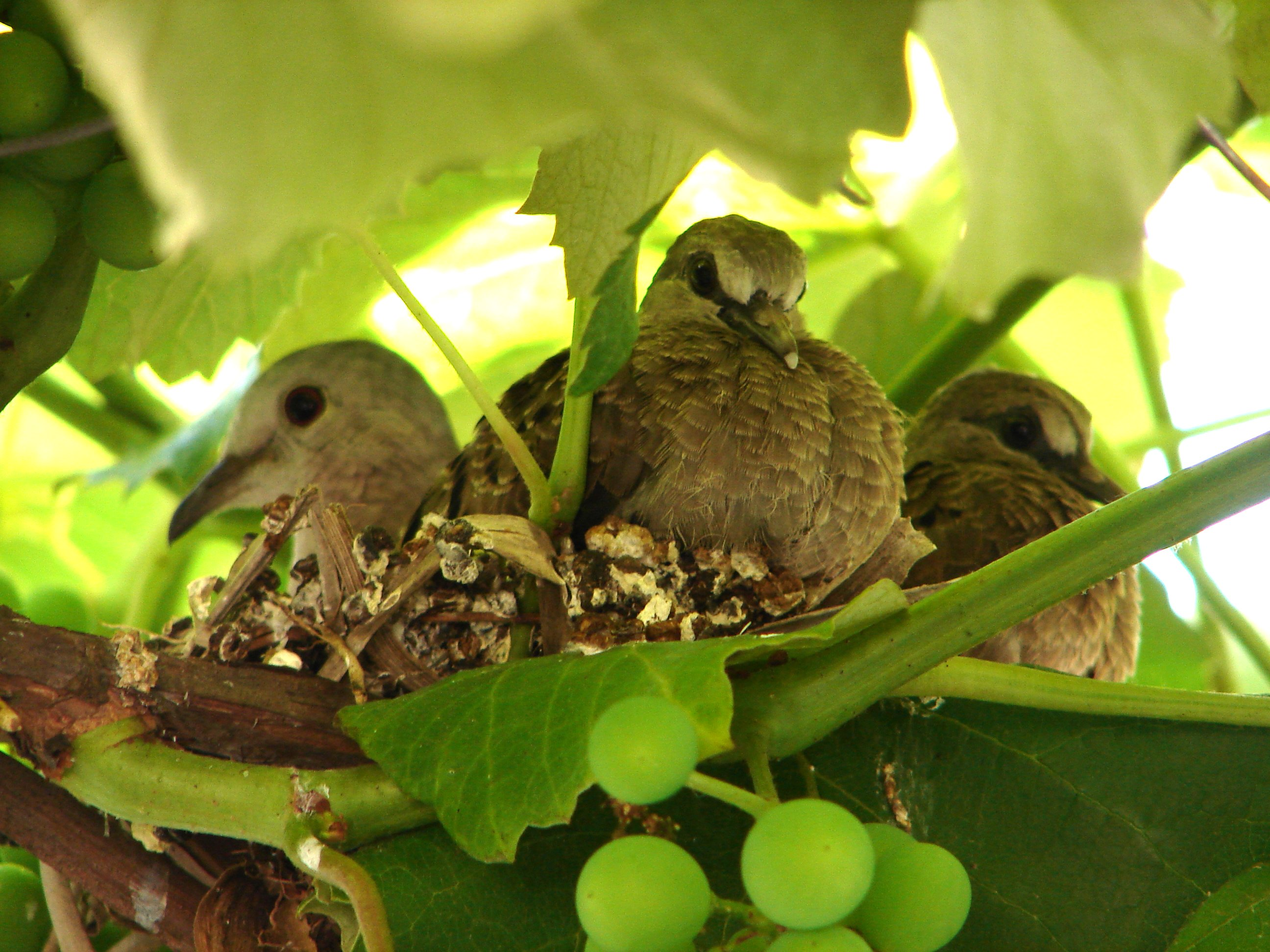
Rostsparvduva på bo med ungar.

## Status och hot
Arten har ett stort utbredningsområde och tros öka i antal. Utifrån dessa kriterier kategoriserar internationella naturvårdsunionen IUCN arten som livskraftig (LC). Beståndet uppskattas till i storleksordningen fem till 50 miljoner vuxna individer.

## Namn
Fågeln kallades tidigare rostmarkduva, men har tilldelats nytt namn för att skilja från de ej närbesläktade markduvorna i Gallicolumba och Alopecoenas.